# Política da Polinésia Francesa
Protectorado francês desde 1842, sob o nome de Assentamentos franceses da Oceania, a Polinésia Francesa tornou-se um território ultramarino (TOM) em 1946 e a partir de 2003 passou a se designar de colectividade de ultramar (COM).

## Subdivisões administrativas.
A Polinésia Francesa encontra-se dividida em cinco subdivisões administrativas:
- Ilhas de Barlavento (que juntamente com as Ilhas de Sotavento formam o arquipélago da Sociedade)
- Ilhas de Sotavento (que juntamente com as Ilhas de Barlavento formam o arquipélago da Sociedade)
- Arquipélago das Marquesas
- Arquipélago das Austrais (inclui as Ilhas de Bass)
- Arquipélagos de Tuamotu-Gambier (o Arquipélago de Tuamotu e o de Gambier)

Nota: A ilha de Clipperton pertence a Polinésia Francesa, mas não está administrativamente ligada a nenhuma subdivisão administrativa.